# الخنساء (حمص)
الخنساء قرية في ناحية مركز قرى تلكلخ التابعة لمنطقة تلكلخ في محافظة حمص في سورية.
تبعد حوالي 24 كم غربي مدينة حمص، وهي تعتبر مركز منطقة الوعر. تأسست فيها المدرسة الابتدائية سنة 1955 والثانوية سنة 1978. كان سكانها يزرعون القمح والشعير، أما في الفترة الأخيرة فقد أصبحوا يهتمون بزراعة الزيتون وتربية الدواجن أكثر.
تأسس مركز البلدية فيها سنة 1986. يعتبر أهلها نموزج للعيش المشترك التي تعيشه سوريا.